# Мичурино (Брянская область)
Мичурино — деревня в Надвинском сельском поселении Клетнянского района Брянской области России.

## География
Расположена в 1,5 км от деревни Синицкое.

## История
Построена в середине XX века на месте Смитковских хуторов, известных с 1920-х годов.

## Население
| 2010 | 2013 |
| ---- | ---- |
| 47   | ↘44  |

## Транспорт и связь
Деревню обслуживает сельское отделение почтовой связи Синицкое (индекс 242826).